# Брандберг (гора)
Брандберг (нем. Brandberg — огненная гора) — инзельберг, расположенный в Намибии, на краю пустыни Намиб.
В 1920 году два немецких топографа Р. Маак и Г. Шульц, производя съёмку местности, обнаружили, что стены горы покрыты петроглифами. На них были изображены фигурки бегущих людей с копьями и луками, а также антилопы. Также они нашли изображение «Белой дамы». Первоначальная оценка возраста рисунков — 3500 лет.

## Галерея

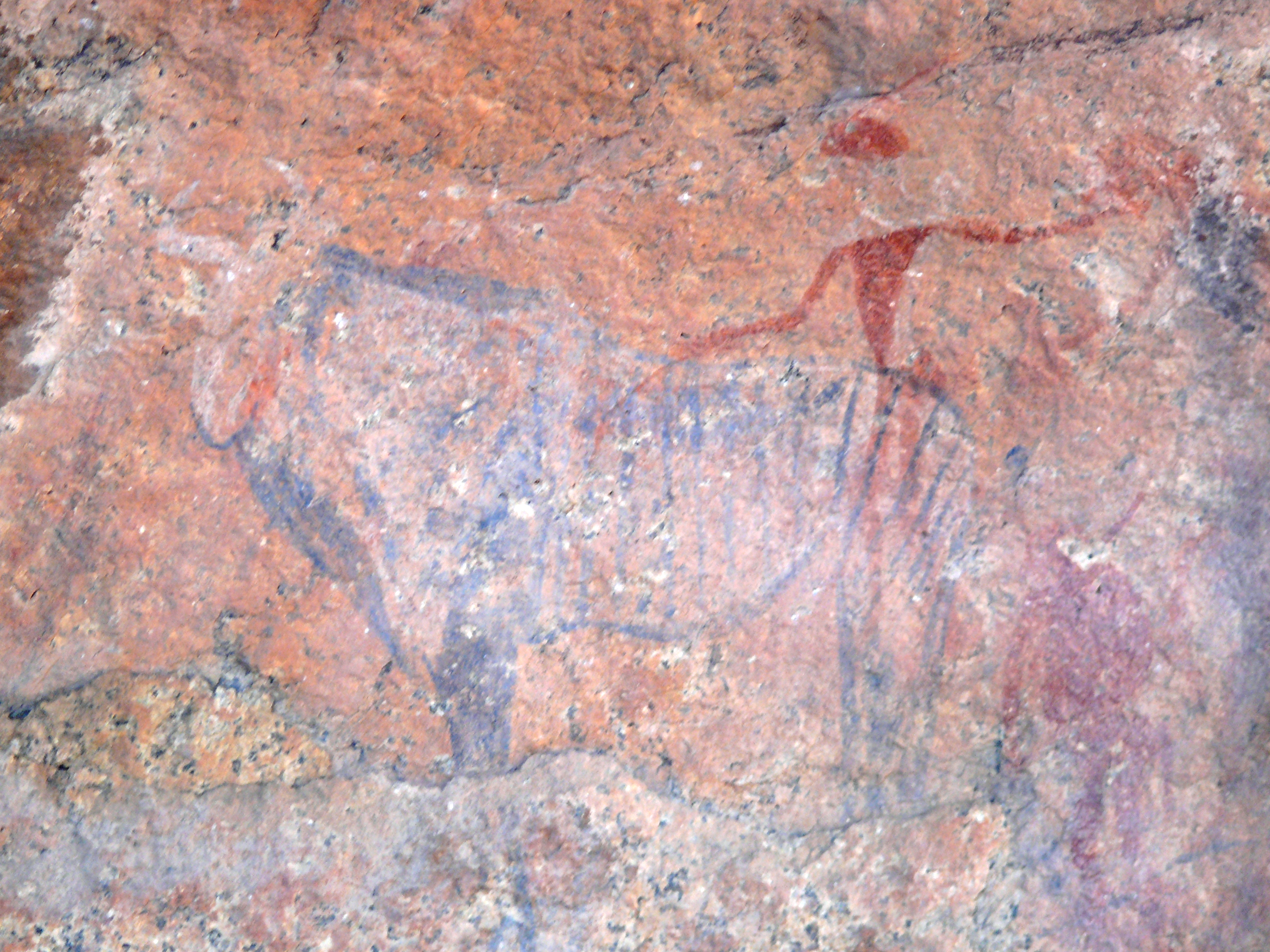
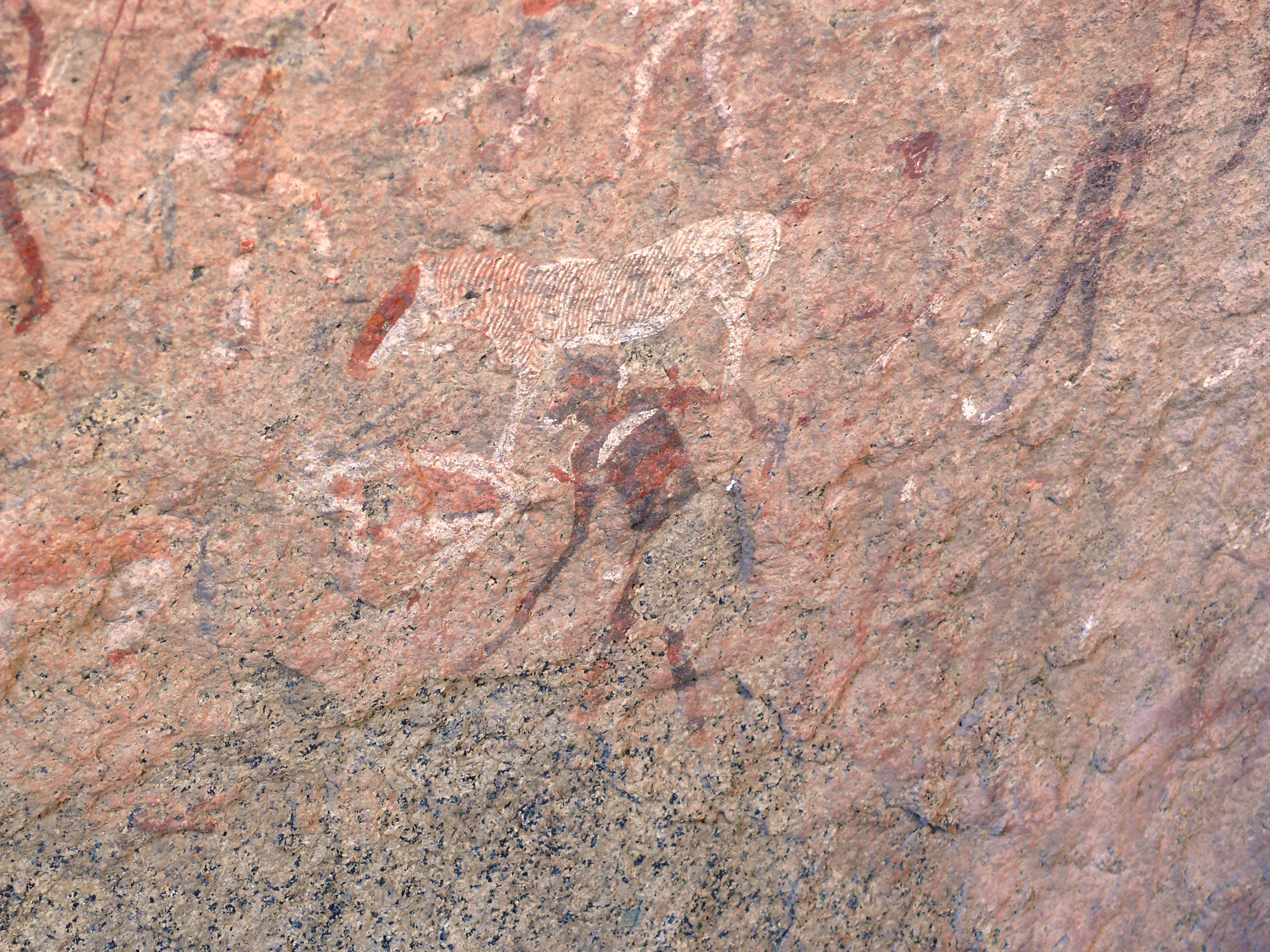
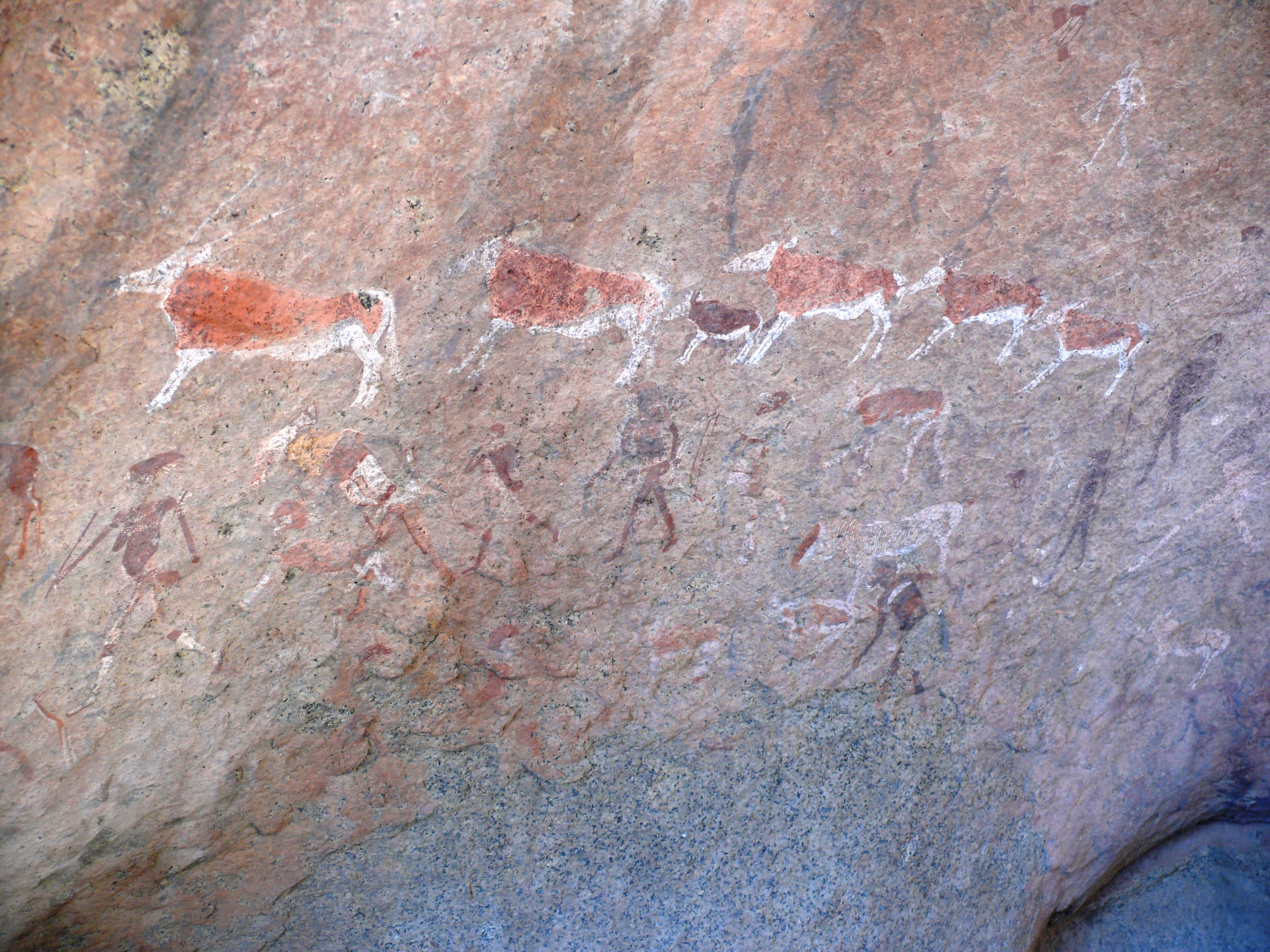
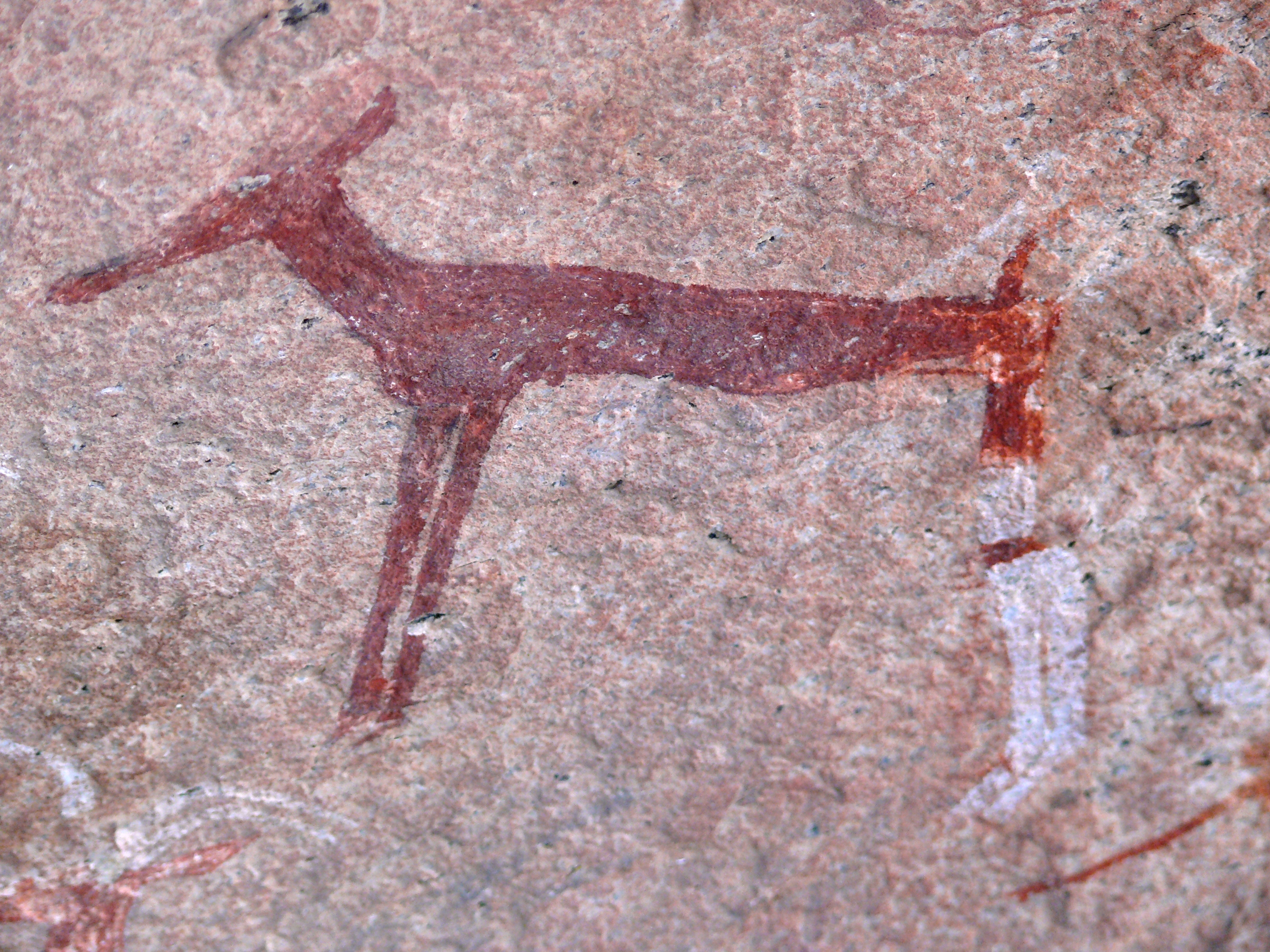